# Cis fagi
Cis fagi is een keversoort uit de familie houtzwamkevers (Ciidae). De wetenschappelijke naam van de soort werd in 1839 gepubliceerd door Joseph Waltl.